# Not Tonight (canção)
"Not Tonight" é um single lançado pela rapper Lil' Kim, Da Brat, Missy Elliott, Angie Martinez, e Lisa "Left Eye" Lopes, da trilha sonora do filme Nothing to Lose. A canção se tornou um hit nos os E.U.A., chegando a posição #6 na Billboard Hot #100, e foi certificado platina pela RIAA em 19 de setembro de 1997 para vendas de mais de um milhão de cópias.

## Sobre a canção
A versão original de "Not Tonight" foi produzida para o álbum de estreia de Lil' Kim, Hard Core, produzida por Jermaine Dupri, que também foi destaque na música.
O remix, conhecido como "Not Tonight" (Ladies Night Remix) "foi lançado como single e foi realizada por Lil' Kim, Da Brat, Missy Elliott, Angie Martinez e Lisa Lopes, foi destaque na trilha sonora do filme Nothing To Lose. O remix se tornou um hit no Top 40 os EUA, Reino Unido, Canadá, Nova Zelândia e Holanda. Foi produzido por Rashad "Ringo" Smith.

## Videoclipe
O videoclipe foi filmado em Miami, Flórida. O vídeo começa mostrando as meninas em um barco e, eventualmente, em um cenário de floresta. O vídeo mostra trechos do filme Nothing to Lose. Ele também conta com participações de outras celebridades do sexo femininas, incluindo Blaque, Mary J. Blige, Changing Faces, SWV, Escapar, Queen Latifah, Total e Maia Campbell.

## Faixas
- U.S. CD/cassette single[1]

1. "Not Tonight" (Remix)
2. "Not Tonight" (Instrumental)

- U.S. maxi-single[2]

1. "Not Tonight" (Remix)
2. "Crush On You" (Remix)
3. "Drugs"
4. "Not Tonight"
5. "Crush On You"
6. "Not Tonight" (Remix instrumental)
7. "Drugs" (Instrumental)
8. "Not Tonight" (Original instrumental)

- U.S. 12" vinyl

1. "Not Tonight" (Remix)
2. "Not Tonight" (Instrumental remix)
3. "Drugs"
4. "Crush on You" (Remix)
5. "Crush on You" (Remix instrumental)
6. "Drugs" (Instrumental)

- U.S. promo CD

1. "Not Tonight" (Remix radio edit)
2. "Not Tonight" (Remix)
3. "Not Tonight" (Remix Instrumental)
4. "Not Tonight"

- Europe CD single[3]

1. "Not Tonight" (Remix)
2. "Not Tonight" (Remix Instrumental)
3. "Drugs" (Album Version)
4. "Drugs" (Instrumental)

- UK cassette single[4]

1. "Not Tonight" (Remix)
2. "Drugs" (Album Version)

## Charts and certifications
| \| Chart (1997) \| Melhor posição \| \| -------------------------------------------- \| -------------- \| \| Dutch Top 40[5] \| 31 \| \| Germany (Media Control Charts) \| 99 \| \| New Zealand (RIANZ)[5] \| 4 \| \| Sweden (Sverigetopplistan)[5] \| 52 \| \| UK Singles Chart \| 11 \| \| US Billboard Hot 100 \| 6 \| \| US Hot R&B/Hip-Hop Songs \| 3 \| \| US Rap Songs \| 1 \| \| US Billboard Hot 100[6] \| 46 \| \| US Billboard Hot R&B Singles Sales[6] \| 21 \| \| US Billboard Hot R&B Airplay[6] \| 31 \| \| US Billboard Hot Rap Singles[6] \| 8 \| \| US Billboard Hot Dance Maxi-Singles Sales[6] \| 11 \| |                |
| Chart (1997) | Melhor posição |
| Dutch Top 40 | 31             |
| Germany (Media Control Charts) | 99             |
| New Zealand (RIANZ) | 4              |
| Sweden (Sverigetopplistan) | 52             |
| UK Singles Chart | 11             |
| US Billboard Hot 100 | 6              |
| US Hot R&B/Hip-Hop Songs | 3              |
| US Rap Songs | 1              |
| US Billboard Hot 100 | 46             |
| US Billboard Hot R&B Singles Sales | 21             |
| US Billboard Hot R&B Airplay | 31             |
| US Billboard Hot Rap Singles | 8              |
| US Billboard Hot Dance Maxi-Singles Sales | 11             |